# Martin il marziano
Martin il marziano (My Favorite Martian) è un film del 1999 diretto dal regista Donald Petrie. È un lungometraggio tratto dalla serie televisiva statunitense Il mio amico marziano, messa in onda negli anni sessanta.
I protagonisti sono Jeff Daniels, che interpreta un giornalista televisivo di basso livello che si imbatte nell'atterraggio di fortuna di un'astronave marziana, guidata da Christopher Lloyd. Il marziano è dotato di quattro braccia, quattro gambe e tre occhi, ma attraverso una gomma da masticare (nerplex) può assumere sembianze umane.

## Trama
Sul pianeta Marte, un rover si scontra con un masso, terminando così la sua missione di campionamento di esemplari di rocce. Dalla Terra, i membri del personale che lo controllano si congratulano del "successo" della missione, ignari che il masso ha impedito loro la vista di una grande città marziana ancora sconosciuta, dalle quali le astronavi aliene vanno e vengono.
L'autore di programmi televisivi Tim O'Hara viene licenziato per aver involontariamente messo in imbarazzo la reporter Brace Channing, figlia del suo capo, durante la trasmissione in diretta del lancio del primo Space Shuttle dalla Vandenberg Air Force Base. La sua assistente, che sembra avere una cotta per lui, cerca di consolarlo.
Quella sera stessa, mentre è in auto, Tim è testimone dello schianto di una piccola astronave marziana. Pensando di avere la possibilità di fare lo scoop della sua vita, porta Brace a vedere la navicella, ma nel tempo di arrivare al luogo dell'impatto questa è stata ridotta alle dimensioni di un giocattolo. Nelle vicinanze, il suo unico occupante si nasconde tra i cespugli. Tim porta a casa con sé l'astronave rimpicciolita, e il marziano lo segue per recuperarla. Dopo una lotta, Tim finisce al tappeto e il marziano si camuffa con un "nerplex", un pezzo di gomma da masticare aliena che può dare a chiunque l'aspetto di un altro essere vivente, per apparire come Tim, e finisce col baciare Lizzie quando questa va a fargli visita.
Quando Tim si confronta col marziano l'indomani mattina, scopre che un piccolo dispositivo chiamato "acceleratore di elettroni," che alimenta i sistemi di controllo della navicella, è così danneggiato da non poter essere riparato, e che il marziano ha bisogno dell'aiuto di Tim per trovare un rimpiazzo. L'alieno viene presentato come "lo zio Martin" ed esplora la città con Tim, ma entrambi ignorano di essere osservati da un membro del SETI, che ha trovato del DNA lasciato da Martin mentre si nascondeva a casa di Tim. Camminando nel quartiere di Tim, Martin gli racconta di un suo amico di nome Neenert, uno degli scienziati marziani più dotati, che si recò sulla Terra nel 1964 ma non ha mai fatto ritorno. Brace viene catturata dagli uomini del SETI e interrogata.
Tim riprende in segreto con telecamere nascoste Martin e la sua tuta senziente Zoot, per fornire le prove della sua storia e fare colpo sull'emittente televisiva con la speranza di riavere il suo lavoro, ma alla fine decide di non mostrare i nastri, poiché si è affezionato a Martin. Nel frattempo, Martin e Zoot scoprono un sottosistema della navicella chiamato Sistema di Sicurezza Interstellare, che si prepara all'autodistruzione.
Brace scopre i filmati di Martin nella sua forma marziana e li ruba, ma viene colta sul fatto da Lizzie che è andata a casa di Tim. Pensando che Tim si sia preso gioco di lei, Lizzie lo respinge e se ne va infuriata, ma viene distratta dall'astronave, ora nelle sue reali dimensioni, e viene spinta ai comandi da Zoot. Martin e Tim cercano di rimediare rimpicciolendo di nuovo la navicella (assieme a Zoot e Lizzie) e precipitandosi all'emittente, dove Tim confessa a Martin di averlo ripreso, ma gli dice che lo apprezza e si scusa. Accettando le scuse di Tim, Martin neutralizza Brace, camuffandosi come lei in modo da prendere il suo posto nel telegiornale, e per poco la forma aliena di Martin non viene mostrata durante la trasmissione, che è guardata attentamente da Elliott Coleye, capo del SETI.
Mentre vengono trasmessi degli spezzoni di un altro servizio, Tim e Martin fuggono dalla stazione inseguiti dal SETI, attraverso le tubature di scarico nell'auto di Tim, ridotta di dimensioni grazie al dispositivo di Martin. Finiscono tuttavia nelle grinfie di Coleye, che li porta alla sede del SETI per studiarli. Al laboratorio, Tim spinge uno degli scienziati a riportare l'astronave di Martin alle dimensioni normali, sfondando le misure di sicurezza, e permettendo di scappare a Lizzie e a Zoot. Tuttavia, la fuga dei tre viene bloccata da due guardie, una delle quali fa fuoco, ferendo Zoot. Con l'aiuto di un nerplex nero a punte, Lizzie si trasforma in un orribile mostro del pianeta Veenox 7 e neutralizza le guardie, dopodiché sputa il nerplex e riassume il suo solito aspetto.
I tre fuggitivi riescono poi a ritrovare Martin, che ha subito un'operazione chirurgica con la quale le sue antenne sono state rimosse ed è rimasto in uno stato di coma simile alla morte. Quando Zoot e Martin si riuniscono, questi riprende vita e si ridesta. Fuggono poi dal quartier generale del SETI e Tim e Lizzie si accingono a dire addio a Martin, installando l'alternatore di un'automobile al posto dell'acceleratore di elettroni danneggiato. Vengono tuttavia interrotti da Coleye, che cerca di fermare la loro fuga, dichiarando che non si fermerà prima di aver dimostrato al mondo l'esistenza degli alieni, anche se ciò dovesse portare alla morte di Martin. Un ufficiale del SETI di nome Armitan, che si rivela essere proprio Neenert, salva Martin distruggendo l'arma di Coleye e scaraventando poi Coleye in aria. Finalmente riuniti, Martin e Neenert tornano su Marte sulla loro navicella, con grande scorno di Coleye.
Il caso vuole che Coleye metta le mani sul pezzo di nerplex lasciato da Neenert. Credendo di poter ancora dimostrare il proprio obiettivo e ignorando gli avvertimenti di Tim e Lizzie, Coleye lo mastica e si trasforma in un marziano. Ridendo per l'eccitazione e la gioia, Coleye inghiotte accidentalmente la gomma (cosa che presumibilmente farà diventare permanente il suo nuovo aspetto). Finisce con l'essere catturato e sedato dalla sua organizzazione, mentre Tim e Lizzie se ne vanno.
Alla fine, Martin e Zoot decidono di tornare sulla Terra per stare con Tim e Lizzie, mentre Neenert pilota l'astronave di Martin verso Marte. All'inizio Tim esprime una certa riluttanza a ospitare Martin, ma Lizzie lo convince a cambiare idea.

## Produzione

### Sviluppo
Nel 1993 gli sceneggiatori Barry Strugatz e Mark Burns furono incaricati di scrivere la bozza iniziale. Il film fu inizialmente progettato dalla Warner Bros., con la regia assegnata a Joe Dante e il ruolo principale a Martin Short, ma la produzione fu poi cancellata e il film venne preso in carico dalla Walt Disney Pictures. Fu diretto da Donald Petrie e scritto da Sherri Stoner e Deanna Oliver, basandosi sulla serie televisiva creata da John L. Greene. I pupazzi furono realizzati dalla Amalgamated Dynamics su progetto di Jordu Schell.

### Cast
Lloyd fu ingaggiato nell'aprile del 1997. La Hurley fu ingaggiata in luglio.. Il cast vede anche la partecipazione Ray Waltson, interprete di Martin nella serie TV Il mio amico Marziano nei panni del personaggio di Armitan. 

### Colonna sonora
La colonna sonora fu composta da John Debney, mentre il brano "Uncle Martin Arrives" è scritto e composto da Danny Elfman.

## Accoglienza

### Critica
Il sito aggregatore di recensioni Rotten Tomatoes riporta un tasso d'approvazione del 12% sulla base di 42 recensioni, con un voto medio di 3,38/10. Il consenso critico del sito stabilisce: "Commedia chiassosa a base di effetti speciali, senza un vero umorismo." L'altro aggregatore Metacritic dà una media pesata di 33 su 100, sulla base di 21 critici, cosa che indica "recensioni generalmente sfavorevoli". I pubblici sondati da CinemaScore diedero al film il voto "B" su una scala da A+ a F. Roger Ebert diede al film due stelle su quattro, notando: "Il film è geniale nei suoi aspetti visivi, raffinato nei suoi suoni, e abbastanza chiassoso da divertire i ragazzi fino a una certa età. Ma quale età? Numeri bassi a due cifre... Ci sono alcuni momenti buoni in Martin il marziano... Sembra che tutti coloro che hanno realizzato il film si siano divertiti un sacco."

### Incassi
Martin il marziano ricavò 8 828 586 dollari nel weekend d'apertura, distribuito in 2349 sale. Alla fine del suo ciclo, il film aveva ricavato in patria 36 850 101 dollari, a fronte di un budget di 65 milioni.